# NS 160
De NS 160 is een serie van vijf dieselmechanische locomotieven die tussen 1947 en 1957 werden ingezet door de Nederlandse Spoorwegen.

## Geschiedenis
Na de Tweede Wereldoorlog bleef een aantal Britse War Department locomotieven, die zijn gebruikt bij de bevrijding in West-Europa, achter in Nederland. Aanvankelijk toonde de Westlandsche Stoomtramweg Maatschappij (WSM) belangstelling voor deze locomotieven, maar zij verloor interesse door de lage topsnelheid van 28 km/h. Voor de Nederlandsche Tramweg Maatschappij (NTM) vormde de lage snelheid geen belemmering. Zij haalde de vijf in Nijmegen staande locs WD 70029, 70033, 70040, 70041 en 70045 in 1946 naar Friesland.
In 1947 nam de NS de tramlijnen en het materieel van de NTM over, waaronder ook de vijf voormalige War Department locomotieven. In oktober 1947 gaf de NS ze de nummers 161-165. Bij de NS werden deze locs gebruikt op lijnen van de voormalige NTM.
De 163 werd reeds in 1949 na een ernstig defect afgevoerd, gevolgd door de 161 in 1951. De 162, 164 en 165 bleven tot 1956 in gebruik en werden toen vervangen door de serie NS 450, waarna de drie in februari 1957 officieel werden afgevoerd. De 162 en 164 werden verkocht aan de Steenkolenmijnen Willem-Sophia in Spekholzerheide, waar ze de nummers D2 en D3 kregen. De 165 werd verkocht aan Pakhuismeesteren in Pernis. Nadat de Steenkolenmijnen Willem-Sophia in 1970 werden gesloten, werden de D2 en D3 in 1971 doorverkocht aan de aannemer Van den Bossche in het Belgische Aartselaar, die de voormalige 162 gebruikte voor de doorvoer van door de NMBS aangevoerde vuiltreinen naar de vuilstort. De voormalige 164 werd gebruikt als onderdelenleverancier.

## Museumlocomotief NS 162

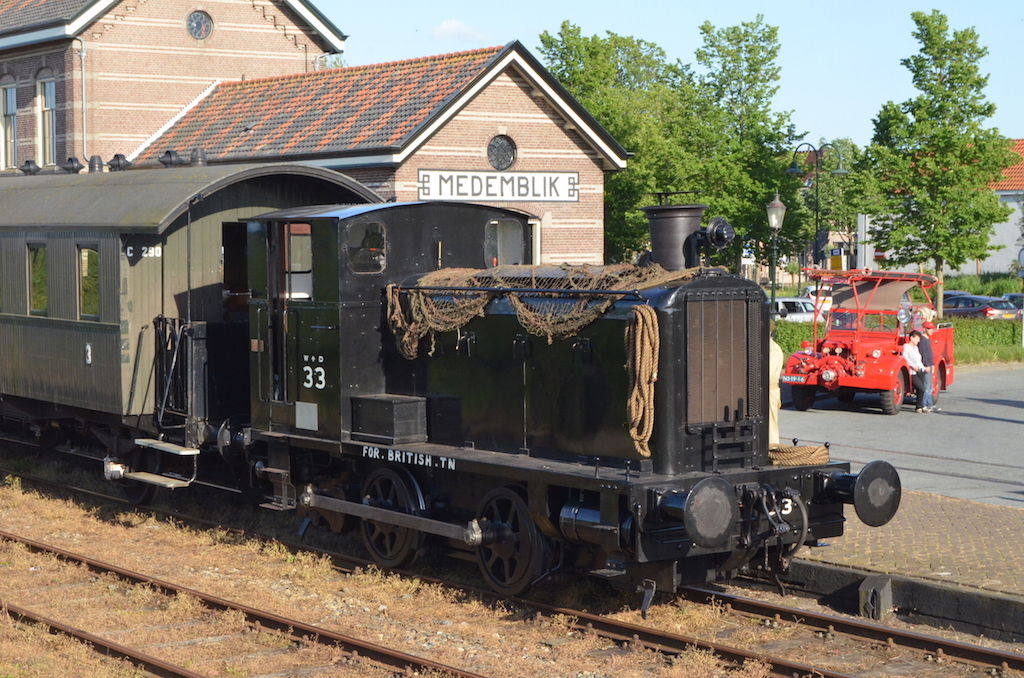
Loc NS 162 / WD 70033 in zwarte kleur bij de Stoomtram Hoorn-Medemblik, te Medemblik.

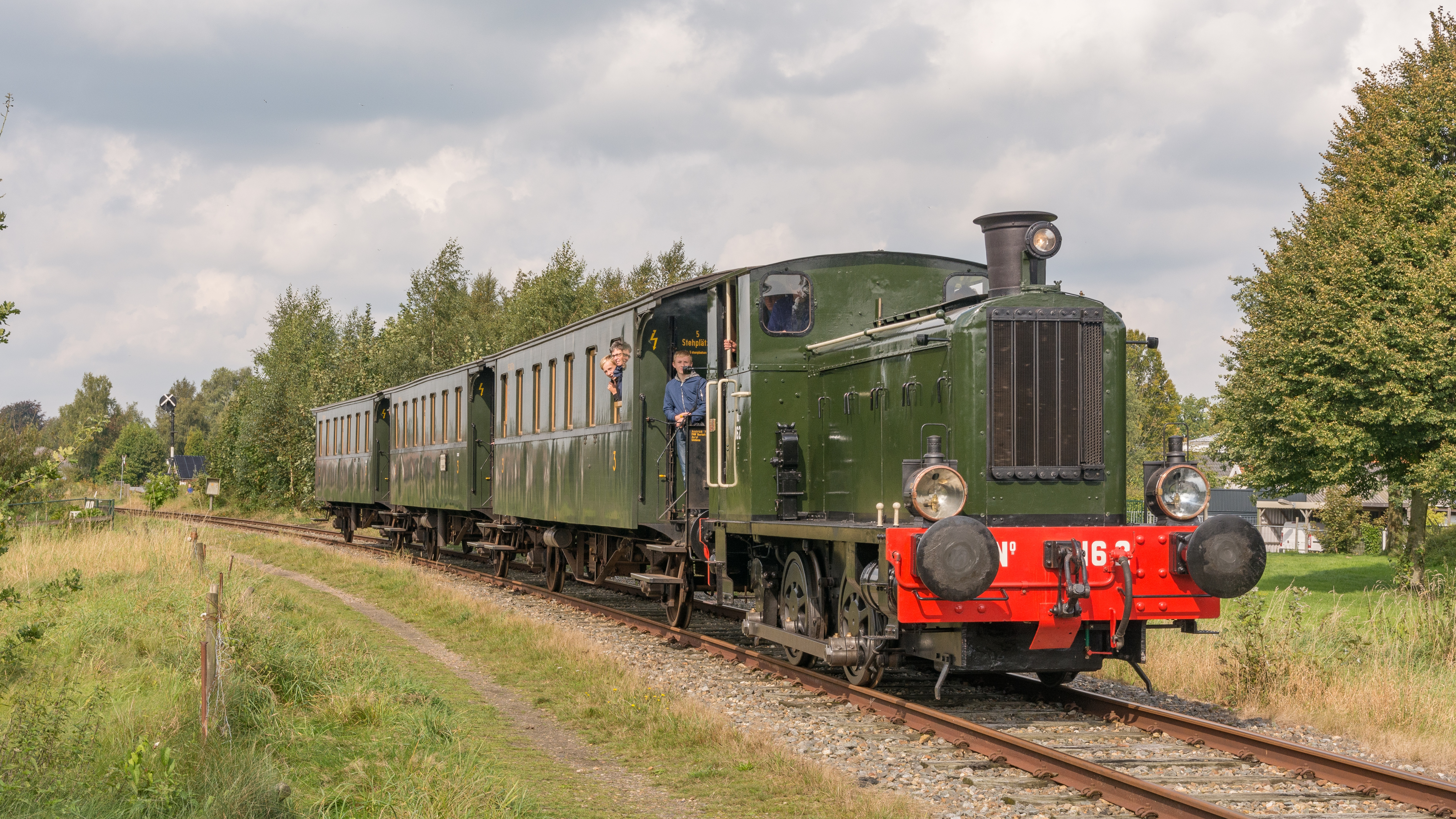
NS 162 / WD 70033 in groene kleur bij de Stichting Stadskanaal Rail (STAR), te Musselkanaal.

In 1996 werd de voormalige 162 overgenomen door de STIBANS met als doel de locomotief in rijvaardige staat terug te brengen als NS 162. De loc verbleef in Amsterdam-Watergraafsmeer en in Blerick voor herstel. In september 2009 werd de loc overgedragen aan de nieuwe 'Stichting 162', die de loc in maart 2012 overbracht naar Hoorn, waar deze rijvaardig werd hersteld in de zwarte uitvoering van het Britse War Department, voor dienst bij de Stoomtram Hoorn-Medemblik.
Van april tot september 2013 stond loc 162 opgesteld in het Spoorwegmuseum te Utrecht in de tentoonstelling 'Sporen naar het front'. Vervolgens keerde de loc terug in Hoorn en werd voor het eerst ingezet als rangeerloc te Wognum op 28 en 29 september 2013. In september 2015 werd de tot dan toe zwarte loc in de werkplaats van de Stichting Stadskanaal Rail (STAR) overgeschilderd in de groene NS-kleur die deze droeg vanaf 1947. Tot voorjaar 2017 verbleef de 162 in de werkplaats van de SHM te Hoorn, daarna ging deze enige maanden naar de Museum Buurtspoorweg, waarna de loc in de zomer 2017 bij de STAR te Stadskanaal onderdak vond. Vanaf september 2018 verbleef de loc bij de Museum Buurtspoorweg. Op 28 september 2021 is de 162 overgebracht naar het Nederlands Transport Museum in Nieuw-Vennep. Na sluiting van dit museum kreeg de 162 in 2025 (weer tijdelijk) onderdak bij de STAR. 
De 'Stichting 162' beschikt naast de loc ook over twee (wagenbakken van) gesloten goederenwagens uit 1943, afkomstig van het USA Transportation Corps: USATC 220410 (NS CHAW 22811) en USATC 224340 (NS CHAW 22560).

## Museumlocomotief NS 164
De als onderdelenleverancier gebruikte 164 bleef wel bewaard. De 164, of wat daar van over was, werd geschonken aan Oorlogsmuseum Overloon. Het plan om de machine daar optisch te restaureren en tentoon te stellen mislukte en door ruimteproblemen wilde het museum er vanaf. Vanuit het Nationaal Vlechtmuseum te Noordwolde kwam het initiatief om loc 164 terug te halen naar Friesland, waar deze vanaf 2019 optisch werd gerestaureerd. Vanaf 2022 werd de loc bij de STAR te Stadskanaal verder afgewerkt, waarna deze op 28 mei 2024 werd overgebracht naar Noordwolde en een plek kreeg nabij het vroegere tramstation aan de in 1962 opgeheven tramlijn Makkinga - Steenwijk.